# Сагмосаван
Сагмосава́н (арм. Սաղմոսավան) — село в Арагацотнской области Армении. 
Расположено на правом берегу реки Касах.

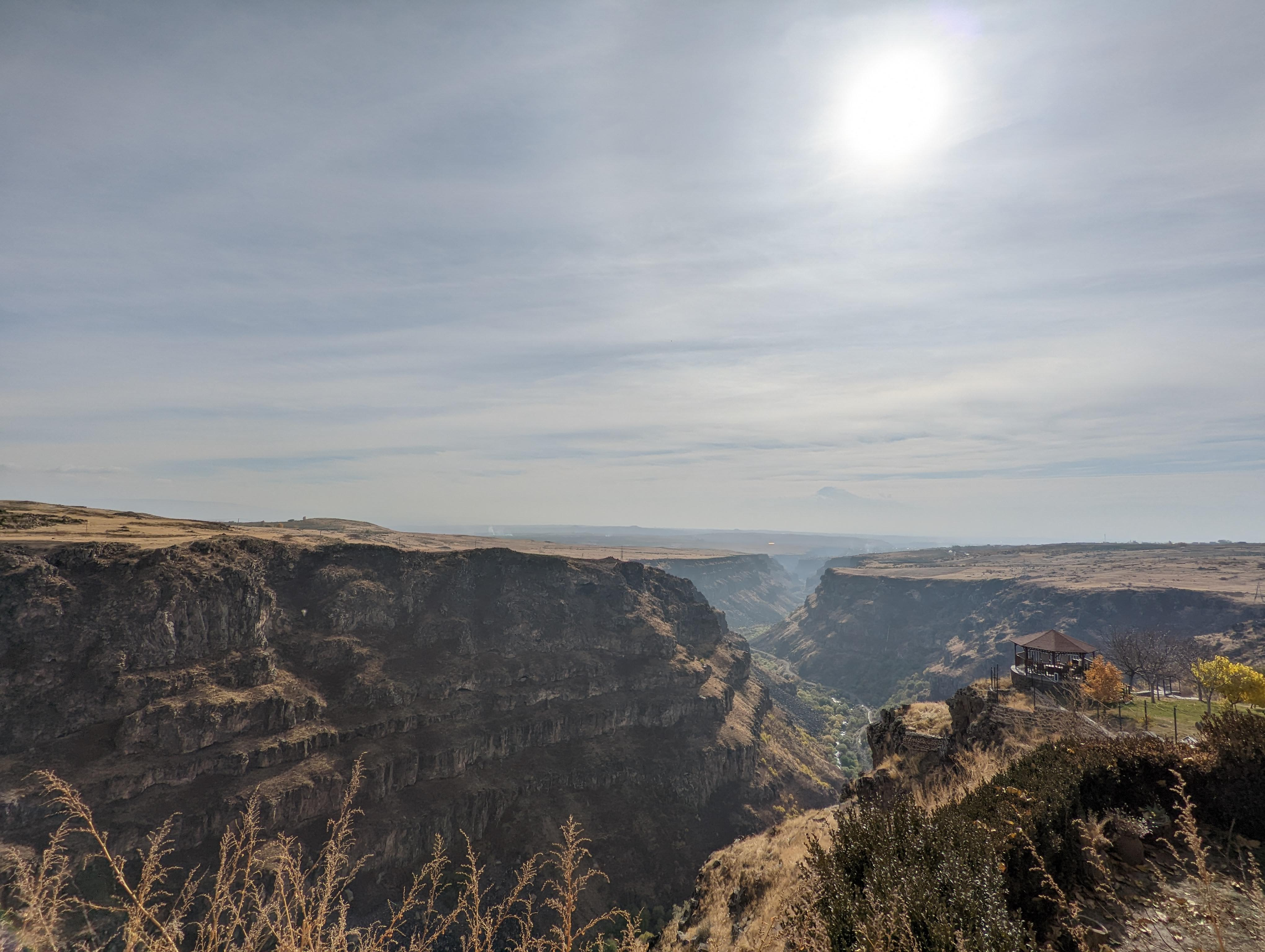
Вид на Касахское ущелье с территории ресторана в селе.

## История
Иван Шопен отмечал, что согласно сведениям из "Камерального описания", составленного в 1829-1831 годах, в селе Сагмоса-ванк Абаранского магала Эриванской провинции проживало 229 человек, из которых 6 - армяне, переселившиеся из Персии после заключения Туркманчайского договора (1828) сторонами Русско-персидской войны (1826—1828), и 125 - армяне, переселившиеся из Османской империи после заключения Адрианопольского договора (1829) сторонами Русско-турецкой войны (1828-1829).
По данным «Сборника сведений о Кавказе» за 1880 год в селе Сагмоса-ванк Эчмиадзинского уезда по сведениям 1873 года было 14 азербайджанских и 8 армянских дворов, проживало 100 азербайджанцев (указаны как «татары»), которые были шиитами, и 66 армян.
По данным Кавказского календаря на 1912 год, в селе Сагмосаванк Эчмиадзинского уезда проживало 364 человек, в основном азербайджанцев, указанных как «татары».

## Достопримечательности
В селе находится монастырь Сагмосаванк, построенный в 1215 году.